# Aenictus kadalarensis
Aenictus kadalarensis — вид мурашок підродини Dorylinae. Описаний у 2023 році.

## Поширення та екологія
Ендемік Індії. Поширений на півдні Західних Гат у штаті Керала. Типова місцевість — плантація чаю та кардамону, оточена вічнозеленим лісом. Зразки зібрані з землі, де було помічено кількох робітників на гнилій колоді, а під колодою було більше особин.